# La Salle Fútbol Club
O La Salle Fútbol Club, também conhecido como La Salle, é um time de futebol da cidade de Caracas, capital da Venezuela.

## História
Equipe que conquistou dois títulos do Campeonato Venezuelano em 1952 e 1955 da era amadora da competição. Nos anos em que conquistou os títulos participou também da Pequena Taça do Mundo, campeonato internacional de clubes realizado na Venezuela, terminando em 4º lugar em ambas as edições.

## Títulos
- Campeonato Venezuelano de Futebol: 2 - (1952, 1955)

## Campanhas de destaque
- Pequena Taça do Mundo: 4º lugar - 1952, 1955